# List do Przyjaciół
List do Przyjaciół – miesięcznik dla młodzieży katolickiej wydawany w Krakowie przez Duszpasterstwo Młodzieży. Pismo ukazuje się od 1975 roku. Pierwszym redaktorem naczelnym był ks. Antoni Sołtysik.